# Вількониці (Мазовецьке воєводство)
Вількониці (пол. Wilkonice) — село в Польщі, у гміні Блендув Груєцького повіту Мазовецького воєводства.
Населення — 108 осіб (2011).
У 1975—1998 роках село належало до Радомського воєводства.

## Демографія
Демографічна структура станом на 31 березня 2011 року:
|          | Загалом | Допрацездатний вік | Працездатний вік | Постпрацездатний вік |
| -------- | ------- | ------------------ | ---------------- | -------------------- |
| Чоловіки | 47      | 11                 | 34               | 2                    |
| Жінки    | 61      | 18                 | 29               | 14                   |
| Разом    | 108     | 29                 | 63               | 16                   |